# Lampropeltis alterna
Espèce
Synonymes
- Ophibolus alternus Brown, 1901
- Lampropeltis mexicana alterna (Brown, 1901)
- Lampropeltis blairi Flury, 1950
- Lampropeltis mexicana blairi Flury, 1950
- Lampropeltis alterna blairi Flury, 1950

Statut de conservation UICN

 LC  : Préoccupation mineure
Lampropeltis alterna est une espèce de serpents de la famille des Colubridae.

## Répartition
Cette espèce se rencontre :
- aux États-Unis, dans le Trans-Pecos dans l'ouest du Texas ;
- au Mexique dans les États de Durango, de Coahuila et dans le nord du Zacatecas.

## Description
Lampropeltis alterna mesure environ 100 cm mais peut atteindre 150 cm. Sa pupille est ronde. Son dos est gris-brun parfois bleuté sur lequel sont présentes des rayures différentes selon les individus. Ceux-ci peuvent se distinguer en deux grands groupes :
- ceux avec de relativement fines bandes orangées bordées de sombre (le morphe "alterna");
- ceux avec de larges bandes orangées (parfois rouges), de largeur quasiment identique à l'espace les séparant (le morphe "blairi").

Il s'agit d'un serpent nocturne qui se nourrit principalement de lézards, rongeurs et parfois d'amphibiens. Il est ovipare, les femelles pondent de trois à treize œufs au début de l'été, qui éclosent approximativement neuf semaines plus tard, les nouveau-nés mesurant environ 25 cm à leur naissance.

## Publications originales
- Brown, 1901 : A new species of Ophiobolus from Western Texas. Proceedings of the Academy of Natural Sciences of Philadelphia, vol. 53, no 3, p. 612-613 (texte intégral).
- Flury, 1950 : A new kingsnake from Trans-Pecos Texas. Copeia, vol. 1950, no 3, p. 215-217 (texte intégral).